# Madison Chock
Madison La'akea Te-Lan Hall Chock (Redondo Beach, 2 luglio 1992) è una danzatrice su ghiaccio statunitense, vicecampionessa del mondo nel 2015 e vincitrice dei Campionati dei Quattro continenti nel 2019, nel 2020 e nel 2023 insieme a Evan Bates.

## Biografia
Figlia di padre di origini cinesi-hawaiane e madre di origini europee, Madison Chock ha iniziato a pattinare dall'età di 5 anni e a 12 anni è stata convinta a dedicarsi alla danza su ghiaccio, pur provando anche il pattinaggio a coppie. Dopo avere gareggiato per una stagione insieme a Kurt Lingenfelter, a giugno 2006 ha cominciato a danzare con Greg Zuerlein, con il quale ha partecipato alle sue prime competizioni internazionali giovanili, fino a vincere nel 2008 i campionati mondiali e la Finale Grand Prix di categoria. Sempre con Zuerlein ha fatto anche il debutto senior nella stagione 2009-10.
Il 7 giugno 2011, dopo cinque anni dalla formazione, la coppia Chock-Zuerlein si è sciolta e Greg ha annunciato il suo ritiro. Il mese successivo Chock ha iniziato ad allenarsi con Evan Bates. La nuova coppia si è guadagnata l'accesso alle Olimpiadi di Soči 2014, dove si è piazzata all'ottavo posto. Ai Mondiali di Shanghai 2015 vincono la medaglia d'argento e si confermano ad alti livelli vincendo il bronzo nell'edizione successiva.
Alla loro seconda esperienza olimpica, in occasione dei Giochi di Pyeongchang 2018, Chock e Bates si classificano noni. Ad Anaheim 2019 si aggiudicano per la prima volta i Campionati dei Quattro continenti, davanti alle coppie canadesi Weaver / Poje e Gilles / Poirier.

## Palmarès

### Con Bates
GP: Grand Prix; CS: Challenger Series
| Risultati | Risultati      | Risultati      | Risultati      | Risultati      | Risultati      | Risultati      | Risultati      | Risultati      | Risultati      | Risultati      | Risultati      | Risultati      | Risultati      | Risultati      |
| Internazionali | Internazionali | Internazionali | Internazionali | Internazionali | Internazionali | Internazionali | Internazionali | Internazionali | Internazionali | Internazionali | Internazionali | Internazionali | Internazionali | Internazionali |
| Evento | 2011-12        | 2012-13        | 2013-14        | 2014–15        | 2015-16        | 2016-17        | 2017-18        | 2018-19        | 2019-20        | 2020-21        | 2021-22        | 2022-23        | 2023-24        | 2024-25        |
| --- | -------------- | -------------- | -------------- | -------------- | -------------- | -------------- | -------------- | -------------- | -------------- | -------------- | -------------- | -------------- | -------------- | -------------- |
| Giochi olimpici invernali |                |                | 8º             |                |                |                | 9º             |                |                |                | 4°             |                |                |                |
| Campionati mondiali |                | 7º             | 5º             | 2º             | 3º             | 7º             | 5º             | 6º             | C              | 4°             | 3º             | 1º             | 1º             | 1º             |
| Campionati dei Quattro continenti |                | 3º             |                | 2º             | 2º             | 3º             |                | 1º             | 1º             |                |                | 1º             |                | 2º             |
| GP Finale |                |                |                | 2º             | 2º             | 6º             | 5º             |                | 2º             |                | C              | 2º             | 1º             | 1º             |
| GP Cup of China |                | 4º             | 3º             |                | 2º             |                | 2º             |                | 2º             |                |                |                |                |                |
| GP Rostelecom Cup |                |                | 3º             | 1º             |                | 2º             |                |                |                |                |                |                |                |                |
| GP della Finlandia |                |                |                |                |                |                |                |                |                |                |                |                | 1º             |                |
| GP NHK Trophy |                |                |                |                |                |                |                |                |                |                | 2º             | 2º             |                | 1º             |
| GP Skate America |                |                |                | 1º             | 1º             |                |                |                |                | R              | 2º             | 1º             | 1º             | 2º             |
| GP Skate Canada | 4º             |                |                |                |                | 2º             |                |                |                |                |                |                |                |                |
| GP Trophée Eric Bompard | 5º             |                |                |                |                |                | 2º             |                | 2º             |                |                |                |                |                |
| CS Finlandia Trophy |                |                |                |                |                |                |                |                | 1º             |                | 2º             |                |                |                |
| CS Nebelhorn Trophy |                |                |                | 2º             | 1º             | 2º             |                |                |                |                |                |                |                |                |
| CS Ondrej Nepela Trophy |                |                |                |                |                | 2º             |                |                |                |                |                |                |                |                |
| CS U.S. Classic |                |                |                |                |                |                |                |                | 1º             |                |                |                |                |                |
| Finlandia Trophy | 3º             |                | 2º             |                |                |                |                |                |                |                |                |                |                |                |
| Mentor Toruń Cup |                |                |                |                |                |                |                | 1º             |                |                |                |                |                |                |
| Nebelhorn Trophy |                | 1º             |                |                |                |                |                |                |                |                |                |                |                |                |
| U.S. Classic |                | 4º             |                |                |                |                |                |                |                |                |                |                |                |                |
| Nazionali |                |                |                |                |                |                |                |                |                |                |                |                |                |                |
| Campionati statunitensi | 5º             | 2º             | 2º             | 1º             | 2º             | 2º             | 3º             | 2º             | 1º             | 2º             | 1º             | 1º             | 1º             | 1º             |
| Eventi a squadre |                |                |                |                |                |                |                |                |                |                |                |                |                |                |
| Giochi olimpici invernali |                |                |                |                |                |                |                |                |                |                | 1º S 1º P      |                |                |                |
| World Team Trophy |                | 1º S 1º P      |                | 1º S 3º P      |                | 3º S 2º P      |                |                |                |                |                | 1º S 1º P      |                | 1º S 1º P      |
| Team Challenge Cup |                |                |                |                | 1º S 2º P      |                |                |                |                |                |                |                |                |                |
| R= Ritirati; C = Evento cancellato; S = Risultato della squadra; P = Risultato personale. Medaglie assegnate solo per il risultato della squadra |                |                |                |                |                |                |                |                |                |                |                |                |                |                |

### Con Zuerlein

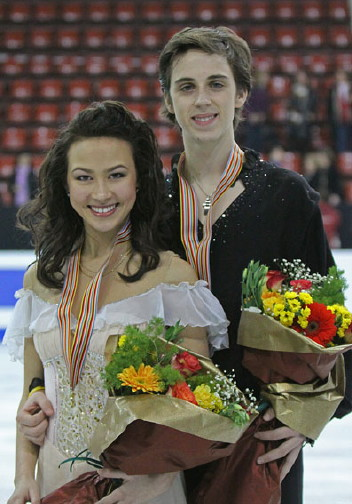
Chock e Zuerlein sul podio durante i Mondiali juniores 2009

| Risultati                         | Risultati      | Risultati      | Risultati      | Risultati      |
| Internazionali                    | Internazionali | Internazionali | Internazionali | Internazionali |
| Evento                            | 2007–08        | 2008–09        | 2009-10        | 2010–11        |
| --------------------------------- | -------------- | -------------- | -------------- | -------------- |
| Campionati mondiali               |                |                |                | 9º             |
| Campionati dei Quattro continenti |                |                | 5º             | 5º             |
| GP Cup of China                   |                |                | 8º             |                |
| GP Skate America                  |                |                | 6º             |                |
| GP Skate Canada                   |                |                |                | 3º             |
| GP Trophée Eric Bompard           |                |                |                | 3º             |
| Internazionali: categoria Junior  |                |                |                |                |
| Campionati mondiali               |                | 1º             |                |                |
| JGP Finale                        | 5º             | 1º             |                |                |
| JGP Estonia                       | 1º             |                |                |                |
| JGP Germania                      | 3º             |                |                |                |
| JGP Italia                        |                | 1º             |                |                |
| JGP Regno Unito                   |                | 1º             |                |                |
| Nazionali                         |                |                |                |                |
| Campionati statunitensi           | 3º J           | 1º J           | 5º             | 3º             |